# 39a Brigada Mixta (Exèrcit Popular de la República)
La 39a Brigada Mixta va ser una unitat de l'Exèrcit Popular de la República que va prendre part en la Guerra Civil Espanyola. Al llarg de la contesa la brigada va estar present en els fronts de Madrid, Guadalajara i Llevant.

## Historial
La unitat va ser creada el 26 de novembre de 1936, en el front de Madrid, a partir dels batallons «Ferrer», «Toledo», «Sigüenza», «7è de Milícies Confederals», «Orobón Fernández» i «Juvenil Llibertari» de la columna Palacios. La unitat va ser denominada inicialment com a brigada «X». Com a cap de la 39a BM va ser nomenat el capità mèdic de la Sanitat militar Miguel Palacios Martínez, amb l'anarcosindicalista Julián Adrados Almazán com a comissari polític.
El 31 de desembre la brigada va rebre la numeració «39», sent assignada a la 5a Divisió. En aquell moment la unitat cobria el sector nord-oest de la Casa de Campo, en l'ala dreta del front de Madrid, seguint la línia del ferrocarril Madrid-Irun fins a la carretera d'Húmera a Aravaca.
La 39a BM va arribar a rebre reforços procedents de la columna «Durruti», cedint la brigada els batallons «Juvenil Llibertari» i «Orobón Femández». Posteriorment se li incorporarien efectius dels batallons «El Socialista» i «Casa del Pueblo», i els batallons confederals 8è i 14è, molt minvats en efectius. Durant els següents mesos la unitat es va mantenir en el front de Madrid, sense prendre part en accions militars de rellevància. A l'abril va prendre part en els atacs contra les posicions franquistes en el front de Madrid, i va patir importants baixes, pel que hagué de ser rellevada de primera línia el 19 d'abril. Durant la resta de 1937 van passar per la prefectura de la brigada els majors de milícies Mariano Román Urquiri i Álvaro Gil del Moral.
El 31 de març de 1938 la brigada va ser enviada al capdavant de Guadalajara, on va prendre part en sagnants combats entorn de les posicions de Cerro Blanco i Cerro Rojo, arribant a sofrir 500 baixes. Al final de les operacions el major de milícies José Penido Iglesias assumeix el comandament de la unitat.
El 24 d'abril, la 39a BM va ser enviada com a reforç al sector de Sogorb, marxant després a primera línia del front en la rodalia i d'Allepuz, on es va incorporar a la 14a Divisió del XXI Cos d'Exèrcit. El 27 d'abril va fracassar en el seu intent de reconquerir la Muela de Jorcas, si bé aconseguiria resistir a la rodalia d'Allepuz fins al 15 de maig, sent rellevada del front el dia 24. Traslladada a Mora de Rubielos, on va quedar agregada novament a la 5a Divisió; el major de milícies Penido va assumir el comandament de la divisió, i fou substituït accidentalment en la brigada pel major de milícies Ciriaco Gil Gil. En aquest nou sector la 39a BM va assumir la missió de restablir les línies defensives, fins al final dels combats cap al 26 de juliol. El 21 de novembre el comandament de la brigada va passar al major de milícies Florentino Fernández Campillo.
La unitat es va autodissoldre coincidint amb el final de la contesa, al març de 1939.

## Comandaments
Comandants
- Capità-mèdic Miguel Palacios Martínez;
- Major de milícies Mariano Román Urquiri;
- Major de milícies Álvaro Gil del Moral;
- Major de milícies Julio Rodríguez Fernández;[8]
- Major de milícies José Penido Iglesias;
- Major de milícies Ciriaco Gil Gil;

Comissaris
- Julián Adrados Almazán, de la CNT;[1][9]

Caps d'Estat Major
- capità de milícies Nicolás Wolpiasky;
- tinent Joaquín Gisbert Alonso;
- capità de milícies Rafael Martín Gago;